# 암브로시우스의 찬가
암브로시우스의 찬가(Ambrosian hymns)는 라틴 예배식 초기 찬가들의 모음이다.
초기 기독교 시대, 그레고리오 성가가 로마 교회의 전례음악으로 제도화되기 이전에는 각 지역마다 독자적인 방언적 성가가 있었다. 그 대표적인 것이 밀라노 교회에서 쓰고 있던 '암브로시우스의 성가'이다. 밀라노 교회의 주교 암브로시우스의 이름을 따서 이렇게 부른다. 그레고리오 성가와 같이 단선율(무반주)이다.